# Luciocephalus
Luciocephalus Bleeker, 1851 è un genere di pesci ossei d'acqua dolce, appartenente alla famiglia Osphronemidae (sottofamiglia Luciocephalinae).

## Etimologia
Il nome scientifico del genere deriva dall'unione delle parole  lucius (dal latino luccio) + kepahle (dal greco testa) indicanti la somiglianza con la testa del luccio di queste specie.

## Diffusione e habitat
Queste specie sono diffuse in Thailandia, Malaysia e nell'arcipelago indonesiano (prevalentemente Sumatra e Borneo).

## Descrizione
Queste specie presentano un corpo compresso ai fianchi, siluriforme ed estremamente idrodinamico. La bocca è estreflettibile per permettere una maggior capacità nella predazione. La pinna dorsale è piccola e molto arretrata; sono presenti due pinne anali. Le pinne ventrali sono filiformi con base più ampia mentre la caudale è a delta, dagli angoli arrotondati. La livrea è mimetica, con una o più linee brune su fondo color sabbia. La lunghezza variano dai 10 cm di Luciocephalus aura ai 20 cm di Luciocephalus pulcher.

## Acquariofilia
Entrambe le specie sono allevate in acquariofilia.

## Specie
Il genere Luciocephalus comprende le seguenti specie:
- Luciocephalus aura
- Luciocephalus pulcher